# Còng trắng
Còng trắng (danh pháp hai phần: Calophyllum soulattri) là một loài thực vật có hoa thuộc họ Clusiaceae.
Loài này có ở Lãnh thổ Bắc Úc của Úc, Brunei, Campuchia, Ấn Độ, Indonesia, Malaysia, Philippines, Singapore, Sri Lanka, Thái Lan, và Việt Nam.

## Hình ảnh

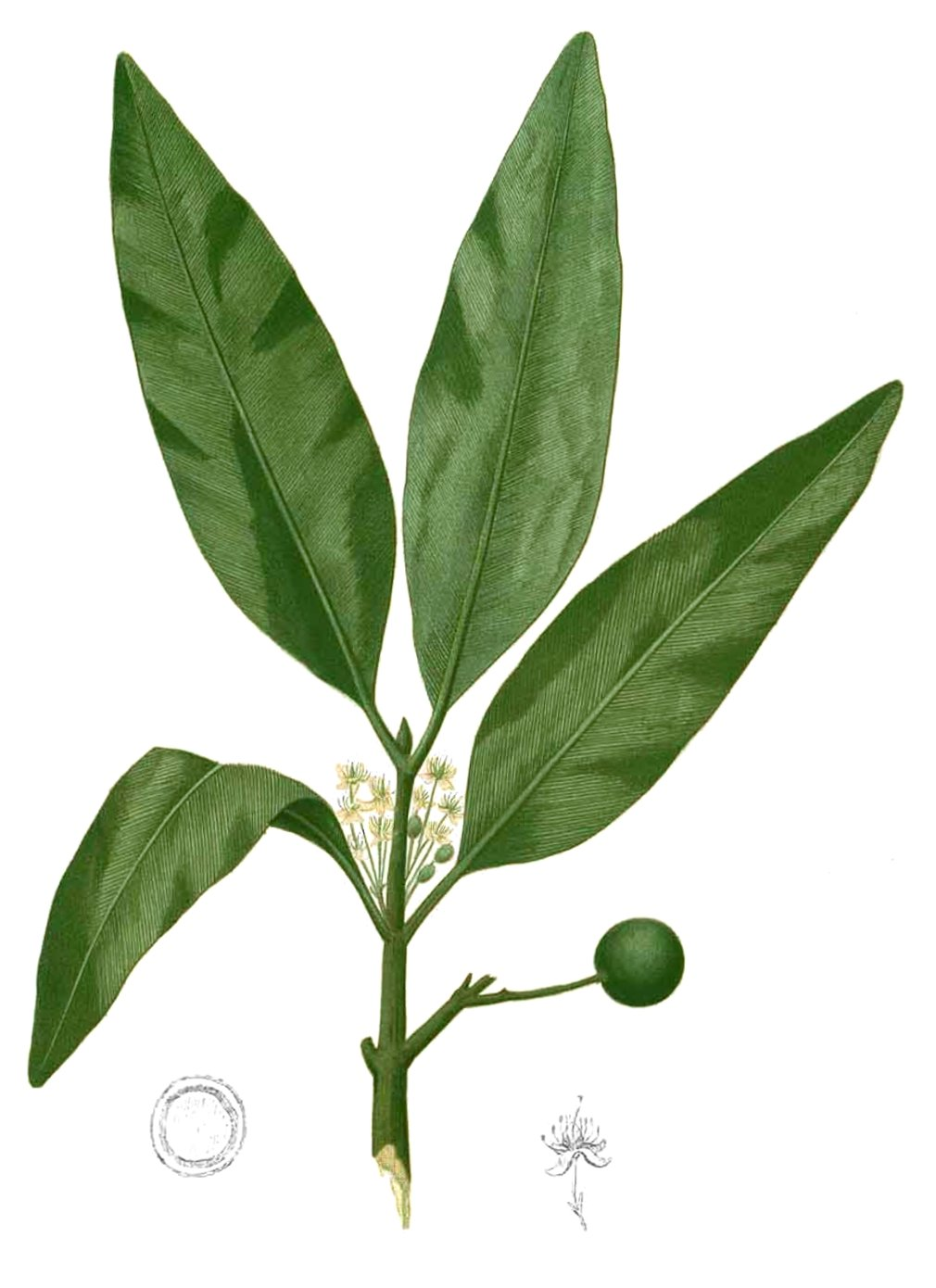
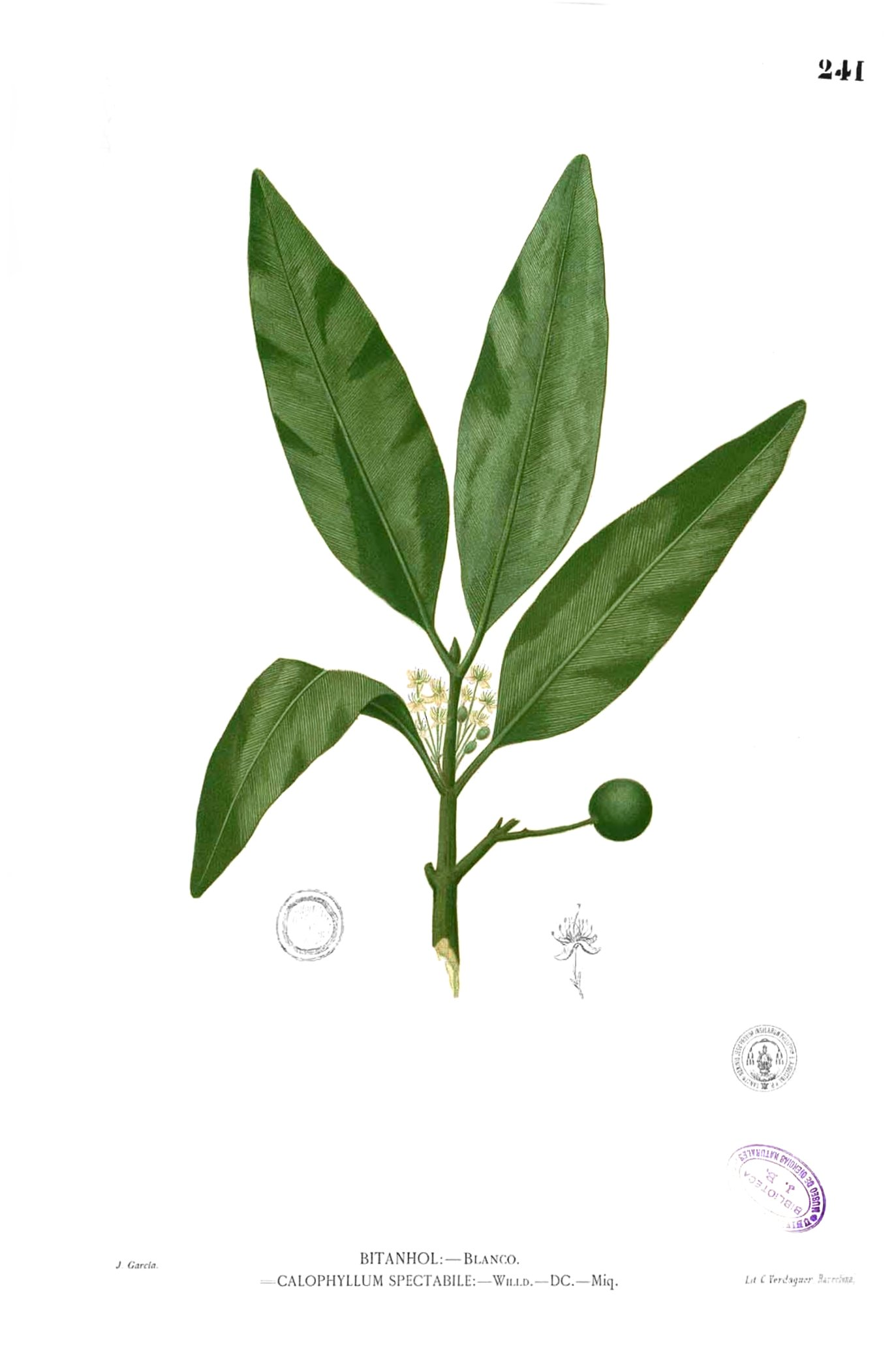